# Arbusculina
Arbusculina is een geslacht van schimmels behorend tot de familie Hyaloscyphaceae. De typesoort is Arbusculina irregularis.

## Soorten
Volgens Index Fungorum telt het geslacht twee soorten (mei 2023):
| Soortnaam               | Auteur(s)                           | Publicatiejaar |
| ----------------------- | ----------------------------------- | -------------- |
| Arbusculina fragmentans | Marvanová                           | 1988           |
| Arbusculina irregularis | (R.H. Petersen) Marvanová & Descals | 1987           |